# 아이오이촌 (군마현)
아이오이촌(일본어: 相生村)은 일본 군마현의 동부, 야마다군에 속해있던 촌이다.

## 역사
- 1889년 4월 1일 - 정촌제 시행에 의해 야마다군 아이오이촌이 성립하였다.
- 1954년 10월 1일 - 우메다촌, 니라가와촌과 함께 기류시에 편입되었다.

## 교통

### 철도
- 일본국유철도
  - 료모선
  - 아시오선 (현 와타라세 계곡 철도 와타라세 계곡선
  - *표시는 와타라세 계곡 철도 전환 시 설치된 역
- 도부철도
  - 도부 기류선
- 조모 전기철도
  - 조모 전기 철도 조모선

### 도로
- 국도 제122호선